# Go Jetters
Go Jetters è una serie animata britannica, realizzata in 3D e andata in onda su CBeebies.

## Personaggi

### Go Jetters
- Xuli (Pilar Orti): l'unica ragazza del gruppo e pilota del loro veicolo, il Vroomster. Indossa un abito viola e giallo con ali stilizzate attorno al suo logo, ha una frangia bianca, rendendola l'unica dei Go Jetters con i capelli visibili, e indossa guanti e stivali color porpora scuro. Parla con un accento spagnolo, il suo slogan è "non bello" e scatta un "selfie" alla squadra alla fine di ogni episodio.
- Kyan (Akie Kotabe): è uno sportivo ed è molto bravo in ginnastica. Indossa un completo blu scuro e arancione con guanti e stivali blu scuro senza segni particolari della sua specialità. Ha un accento californiano e la sua frase ricorrente in ogni episodio è "è arrivato!".
- Lars (Syrus Lowe): è il più alto del gruppo ed è bravo a sistemare le cose. Indossa un costume rosso e bianco, guanti e stivali rosso scuro ed il suo logo ha un contorno a forma di cagnolino. Parla con un accento britannico e la sua frase ricorrente è "Geographic!" nella maggior parte degli episodi. Lars è anche attratto dalla Torre Eiffel nel primo episodio della serie.
- Foz (John Hasler): è il più furbo e più piccolo del gruppo. Indossa un costume azzurro e giallo con guanti e stivali azzurri ed il suo logo ha la forma di un cerchio spezzato simile a un simbolo on/off. È inglese ed è abile nel costruire frasi come formule matematiche (X+Y=Z) e la sua frase ricorrente è "ergo". Ha paura di Grandmaster Glitch.

- Ubercorn (Tommie Earl Jenkins): è un unicorno funky-disco groove, a capo della Go Jetters Academy. Indossa un abito bianco scintillante con stelle celesti e occhiali viola, ed ha zoccoli rossi scintillanti, una criniera e una coda viola. Guida i Go Jetters durante le loro missioni dando loro consigli e selezionando i click-on per loro - si adatta agli aggiornamenti che consentono loro di affrontare situazioni diverse.

- Jet Pad (Naomi McDonald): è il jet computerizzato ad alta tecnologia che aiuta i Go Jetters a girare il mondo e serve come quartier generale. Spesso ha bisogno di rifornimento alle cascate del Niagara.

### Antagonisti
- Grandmaster Glitch (Marc Silk): è un piantagrane ex cadetto scontento della Go Jetter Academy. Glitch ama il fango e il divertimento, che di solito comporta la distruzione o l'utilizzo di un punto di riferimento per raggiungere i suoi piani. Ha un grande baffo, usato come suo marchio di fabbrica e pezzi a forma di imbuto sul suo casco. Chiama i Go Jetters "No-Jetters" e il suo slogan è "Grimbles!". Viaggia in giro nel Grim HQ, un razzo arrugginito che rilascia una scia di fumo, ed ha un orsacchiotto chiamato Cuddles.

- Grimbot (Marc Silk): sono piccoli robot sferici, servitori del Grandmaster Glitch e si occupano del Grim HQ.

## Episodi
| Stagioni         | episodi | Prima TV originale | Prima TV italiana |
| ---------------- | ------- | ------------------ | ----------------- |
| Prima stagione   | 51      | 2015,2016,2017     |                   |
| Seconda stagione | 49      | 2017- 2018         |                   |
| Terza stagione   | 51      | 2019-2020          |                   |